# U.S. Legions
U.S. Legions è una raccolta di canzoni live e studio della black metal band norvegese Mayhem. Le prime sette tracce sono live mentre, le ultime cinque, sono sessioni dell'album Grand Declaration of War.

## Tracce
1. Fall of Seraphs – 5:56
2. Carnage – 3:55
3. View from Nihil – 2:59
4. To Daimonion – 2:55
5. Chainsaw Gutsfuck – 5:13
6. Pure Fucking Armageddon – 1:22
7. Necrolust (from U.S.A.) – 4:03
8. To Daimonion – 3:15
9. View from Nihil – 2:58
10. In the Lies Where Upon You Lay – 5:56
11. Crystallized Pain in Deconstruction – 4:01
12. Completion in Science of Agony – 2:09

## Formazione
- Maniac (Sven Erik Kristiansen) - voce
- Blasphemer (Rune Erickson) - chitarra
- Necrobutcher (Jørn Stubberud) - basso
- Hellhammer (Jan Axel Blomberg) - batteria